# Herman Moens (politicus)
Herman Maria Julius Gerardus Cornelius Moens (Wichelen, 20 november 1932 - Gent, 31 januari 1972) was een Belgisch politicus voor de Katholieke Volksvrienden. Hij was burgemeester van Wichelen.
Moens werd burgemeester van Wichelen na de gemeenteraadsverkiezingen van 1958 en bleef dit tot zijn overlijden in 1972. Hij werd opgevolgd door Frans Derde.